# Diamanto Manolakou
Diamanto Manolakou (griechisch Διαμάντω Μανολάκου, Diamando Manolakou; * 1. März 1959 in Piräus) ist eine griechische Politikerin der Kommunistischen Partei Griechenlands.

## Leben
Manolakou studierte Agrarwissenschaften in Athen.
1992 wurde sie Mitglied des Zentralkomitees der Kommunistischen Partei Griechenlands.
Sie war von 2004 bis 2009 Abgeordnete im Europäischen Parlament und Mitglied der Konföderalen Fraktion der Vereinigten Europäischen Linken/Nordische Grüne Linke. Im Europaparlament war sie Mitglied im Ausschuss für Landwirtschaft und ländliche Entwicklung, in der Delegation in den Parlamentarischen Kooperationsausschüssen EU-Armenien, EU-Aserbaidschan und EU-Georgien und in der Delegation in der Parlamentarischen Versammlung Europa-Mittelmeer.
Bei den Wahlen 2007 und 2009 wurde Diamanto Manolakou in das Griechische Parlament gewählt.